# 6721 Minamiawaji
A 6721 Minamiawaji (ideiglenes jelöléssel (6721) 1990 VY6) a Naprendszer kisbolygóövében található aszteroida. Urata Takesi fedezte fel 1990. november 10-én.